# Axel Danielson
Axel Danielson   (Vittskövle, 1976) és un director i productor de cinema suec.

## Trajectòria
Danielson va néixer a Vittskövle, al comtat d'Escània. Va treballar com a bomber a Kristianstad durant tres anys abans d'estudiar cinema a l'Acadèmia Valand de Göteborg. L'any 2012 va fundar el màster Processos cinematogràfics a l'Acadèmia Valand. La seva pel·lícula de graduació va ser Sommarlek, que va guanyar un premi al Festival de Cinema Nits Negres de Tallinn. És també copropietari de la productora Plattform Produktion.
El primer llargmetratge documental de Danielson, Pangpangbröder, es va estrenar al Festival Internacional de Cinema de Rotterdam el 2011. El 2016 va codirigir Hopptornet, conjuntament amb Maximilien Van Aertryck, que es va estrenar al Festival Internacional de Cinema de Berlín i va ser finalista per a un Oscar al millor curtmetratge documental. El 2023 va codirigir també amb Maximilien Van Aertryck, la multipremiada Fantastic Machine, que es va estrenar al Festival de Cinema de Sundance.